# Carrasco Bonito
Carrasco Bonito este un oraș în Tocantins (TO), Brazilia.